# Whitman Knapp
Percy Whitman Knapp (24 de febrero de 1909 - 14 de junio de 2004) fue un juez federal estadounidense que encabezó una investigación de gran alcance contra la corrupción en el Departamento de Policía de Ciudad de Nueva York de 1970 a 1972.

## Niñez y educación
Whitman Knapp era hijo de Wallace Percy Knapp, un rico abogado germano-estadounidense de Nueva York. Su madre falleció en un accidente de equitación en Central Park cuando él tenía solo tres años. Asistió a The Browing School, graduándose en 1927, en The Choate School (ahora llamada Choate Rosemary Hall), en la que completó sus estudios en 1927, y en la Universidad Yale, en la que se graduó en 1931. Continuó sus estudios en la Escuela de Derecho de Harvard, donde fue editor de la Harvard Law Review, graduándose en 1934. Contrajo matrimonio con Elizabeth Mercer poco después de su graduación.

## Carrera como abogado
Después de su graduación en la facultad de derecho,  empezó a trabajar en el bufete de abogados Cadwalader, Wickersham & Taft en Manhattan. Allí trabajó hasta que, en 1938, lo abandonó para convertirse en ayudante del fiscal del distrito de Manhattan en Manhattan a las órdenes del fiscal de distrito Thomas E. Dewey, recién elegido.
En 1941, Knapp regresó a vida privada y se unió al bufete Donovan, Leisure, Newton & Lumbard. Menos de un año más tarde, Frank S. Hogan, nuevo fiscal de distrito de Manhattan, le persuadió para regresar a la fiscalía. Knapp llegó a ocupar la jefatura de tres departamentos: apelaciones, acusaciones y fraude.
En 1950, Knapp dejó la oficina de Hogan para volver otra vez a la práctica privada. Durante unos pocos años siguientes prestó servicio como consejero especial de Dewey, que se había convertido en gobernador del Estado de Nueva York, y fue miembro de la comisión que revisó el código penal de ese estado.
Durante 1953/54,Knapp prestó servicio como consejero especial de la Comisión Waterfront, que investigó la corrupción en el Puerto de Nueva York.

## La Comisión Knapp
En 1970, el alcalde John V. Lindsay nombró a Knapp como jefe de una comisión de cinco miembros para investigar la corrupción en el Departamento de Policía de Ciudad de Nueva York que más tarde sería conocida con el nombre de la Comisión.Knapp. La investigación se inició a raíz de las revelaciones de dos agentes de policía, el patrullero Frank Serpico, y el sargento David Durk.
Mirando hacia atrás al trabajo realizado por la Comisión Knapp, Knapp diría que las relativamente pocas condenas conseguidas, no tenían tanta relevancia como el trabajo realizado por la comisión, ya que consideraba que esta había cambiado la cultura policial de modo tal que la corrupción interna empezó a ser investigada seriamente.

## Juez federal
Cuando la comisión el Knapp acababa su investigación y se preparaba para emitir su informe, el presidente Richard M. Nixon nombró a Knapp juez federal del Tribunal del Distrito Sur de Nueva York. Su nombramiento se confirmó rápidamente y Knapp ocupó el puesto el 30 de junio de 1972.
- En 1986, el juez Knapp presidió el caso contra Stanley M. Friedman, líder demócrata del condado del Bronx
- En 1987, el juez Knapp se retira parcialmente de la judicatura.
- En 1993, el juez Knapp se unió al juez Jack B. Weinstein del Tribunal de Distrito de los Estados Unidos para el Distrito Sur de Nueva York, con sede en Brooklyn, Nueva York, para declarar que ellos ya no presidirían juicios sobre estupefacientes.

## Muerte
El juez Knapp murió en 2004, a la edad de 95 años, en el Cabrini Hospic de Manhattan. Estuvo en activo hasta su muerte. Le sobrevivieron su tercera mujer, Ann Fallert Knapp, un hijo, Gregory Wallace Knapp y los tres hijos que tuvo con su primera mujer, Elizabeth Mercer Nason: un hijo, Whitman E. Knapp, y dos hijas, Caroline Hines y Marion Knapp; cinco nietos y cinco grandes-nietos.